# D’Iberville (miasto)
D’Iberville – miasto w Stanach Zjednoczonych, w stanie Missisipi, w hrabstwie Harrison.